# 橄欖球筆螺
橄欖球筆螺（学名：Pterygia nucea），又名
橡子花生螺，是一個海螺的物种，屬於新腹足目笔螺科芋笔螺属的一种海洋腹足纲软体动物。

## 型態描述
最大殼長72 mm

## 分佈
本物種廣泛分佈於印度洋-太平洋海域，見於西太平洋的台灣海峽（具體位置有新北市貢寮鄉蚊子坑）、海南島、西沙群島、印尼，中太平洋法屬玻里尼西亞的塔希提島及西印度洋留尼旺島及紅海海域。常栖息在潮下带。